# Mijakovce
Mijakovce (cyr. Мијаковце) – wieś w Serbii, w okręgu pczyńskim, w mieście Vranje. W 2011 roku liczyła 19 mieszkańców.